# Soós Zoltán (történész)
Soós Zoltán (Marosvásárhely, 1974. augusztus 13. –) erdélyi magyar történész, régész, politikus. 2006-tól a Maros Megyei Múzeum igazgatója, 2020-tól Marosvásárhely polgármestere.

## Életpályája
1974-ben született tősgyökeres marosvásárhelyiként; nagyapja alpolgármester volt, apai ágon a székelyudvarhelyi Rajk család leszármazottja. Gyermekkorát a Kövesdombon töltötte, a 17-es Általános Iskolába (jelenleg Liviu Rebreanu) járt. Középiskolai tanulmányait a helyi Művészeti Líceumban és a Bolyai Farkas Líceumban végezte (1988–1992), majd a kolozsvári Babeș–Bolyai Tudományegyetem történelem szakán szerzett régészeti diplomát (1997); szakdolgozatát a marosvásárhelyi vár építéstörténetéről írta. Egyetemi évei alatt ösztöndíjjal Magyarországra járt, a Budapesti Történeti Múzeum munkatársaként részt vett a visegrádi vár ferences kolostorának feltárásában. Későbbi munkáiban elmélyítette a középkorról szerzett ismereteit. Mester- és doktori képzését a budapesti Közép-európai Egyetemen végezte, doktori értekezésének témája a középkori erdélyi koldulórendek.
Szülővárosába hazatérve, 2002-től a Maros Megyei Múzeumnál dolgozott történészként és régészként. Részt vett a görgényszentimrei várnál, a barcarozsnyói várnál és a marosvásárhelyi várnál végzett ásatásoknál. 2006-ban a múzeum igazgatója lett. Az elmaradott, hiányos felszereltségű intézményt, rossz állapotban levő épületeket felújíttatta, rendezvényeket és kiállításokat szervezett, szakembereket alkalmazott, sürgette a szemléletváltást. Ezen felül szorgalmazta a műemlékvédelmet, a város régi, értékes épületeinek felújítását, és közreműködött a Vár régészeti lelőhelyeinek feltárásában.
A 2010-es években a politikába is belépett, 2012–2016 között helyi tanácsos az RMDSZ részéről. 2016-ban Marosvásárhely polgármesteri székéért indult, de 1725 szavazattal alulmaradt a már 16 éve regnáló Dorin Floreával szemben. Soós csalásra hivatkozva megóvta az eredményt (állítólag egy városházi alkalmazottat tetten értek, miközben szavazólapokat érvénytelenített), de a Központi Választási Bizottság elutasította az óvást. 2019-ben lemondott a helyi RMDSZ-ben betöltött tisztségeiről, mivel úgy vélte, hogy a párt önkormányzati frakciója kiszolgálja a Florea-féle városvezetést.

### Polgármesterként
2020-ban független jelöltként, a magyar pártok támogatásával indult a polgármesteri tisztségért. Kampányában nemcsak a magyarokat, hanem a románokat is megszólította, azt ígérve, hogy fejlődő pályára állítja az immár húsz éve hanyatló várost, polgármesterváltás helyett rendszerváltást helyezve kilátásba. A szeptember 27-i, egyfordulós szavazáson, bár több rendellenességet jelentettek, Soós végül abszolút többséggel, a szavazatok 50,54%-ával nyert, így húsz év után ismét magyar polgármester állt a székelyföldi város élére.
A mandátum első éve kiváltképpen nehéz volt az előző városvezetés mulasztásai, törvénytelenségei, korrupciója miatt. Soósék „üres kasszával vettek át egy szétzilált adminisztrációt”; az előző, Florea-féle igazgatás sorozatosan elmulasztotta a törvény által meghatározott tartozások kifizetését, így az új városvezetés energiáját kezdetben az kötötte le, hogy visszafizessék az adósságokat és kifizessék az elmaradt támogatásokat, melyeket csak 2021 májusában tudtak teljesíteni. Az újjáépítés után végre lehetőség nyílt új beruházásokat indítani, az első kézzelfogható eredmények csak 2021 őszén születtek (például tanintézetek és tömegközlekedés fejlesztése, intézmények átszervezése).
Több román személy és csoport is energiát fektetett Soós Zoltánnak és csapatának akadályozásába, lejáratásába, vagy megfélemlítésébe. Egy ötvenezres létszámú román Facebook csoportban folyamatos a városvezetés és a magyar közösség elleni nyílt uszítás; a városházi tanácsadó szerint „célzottan szervezett, irányított kompromat típusú mechanizmus és trollfarm dolgozik a jelenlegi városvezetés bármi áron való lejáratásán és pocskondiázásán.” Miután 2022-ben akadozott a háztartási szemét elszállítása a megyei tanács által szerződtetett cég mulasztásai és egyes személyek állítólagos szabotázsmunkája miatt, Maior román önkormányzati képviselő a lakosságot félretájékoztatva a városvezetést vádolta a helyzet kialakulásával, és akciói miatt a rendőrök kellett közbelépjenek.
Korrupció gyanúja miatt letartóztatták, majd őrizetbe vették, de röviddel ezután szabadon távozott a törvényszékről.

### Díjak, kitüntetések
- A Magyar Állam Pro Cultura Hungarica díja (2015)[19]
- Az Erdélyi Magyar Közművelődési Egyesület oklevele (2020)[20]